# Von Hagendorn
von Hagendorn är en utslocknad svensk adelsätt. Den utgår från Elias von Hagendorn (1635–1677), som 1666 blev svensk adelsman med detta namn. Hans ursprung är ofullständigt dokumenterat, men av allt att döma saknade han släktskap med den tyska ätten von Hagedorn. 
Elias von Hagendorn var först ryttare och officer (löjtnant) vid svenska värvade regementen. Han var sedan i polsk tjänst 1660–1666  och fick då polskt adelskap samt graden överstelöjtnant. Vid återkomsten till Sverige naturaliserades han som svensk adelsman 1666 och introducerades 1668 på Riddarhuset med nummer 777. Han ägde gårdar i Gårdveda och Virserums socknar, nuvarande Hultsfreds kommun, Kalmar län och blev överstelöjtnant vid Smålands kavalleriregemente 1672. 
Ätten fortlevde i ytterligare tre generationer och hade också då anknytning till Småland. Den utslocknade på svärdssidan 1807, då dess siste manlige medlem avled utan söner. En brorsdotter till honom dog ogift 1852.